# Nemzeti Egyezmény

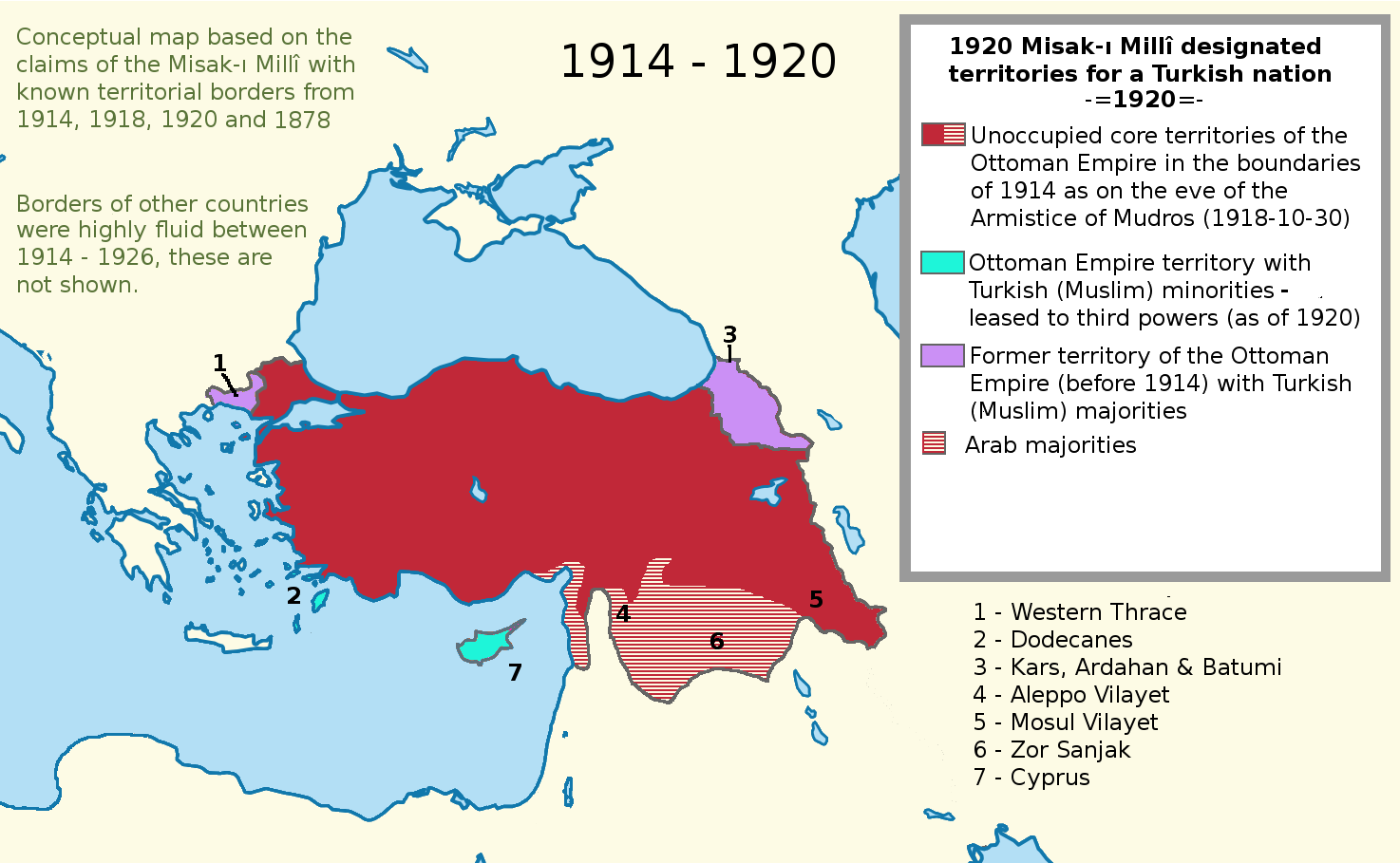
1-A Nemzeti Egyezményben megfogalmazott határok & 2- Törökország jelenlegi határai

A Nemzeti Egyezmény (törökül: Misak-ı Millî) egy dokumentum, melyet az utolsó oszmán parlament fogadott el 1920. február 12-én. A Nemzeti Egyezmény szövegét először a kemalisták fogalmazták meg Mustafa Kemal Atatürk vezetésével az erzurumi kongresszuson, majd megerősítették a sivasi kongresszuson. Eredményeképpen a britek bevonultak Isztambulba és feloszlatták a parlamentet, melyet Ankarában szerveztek újjá.
Az egyezmény hat pontból áll:
1. A többségében arabok-lakta területeken referendummal kell eldönteni, hogy hová akarnak tartozni, az egyértelműen többségében törökök-lakta területek Törökország elidegeníthetetlen részét képezik.
2. Kars, Ardahan és Batumi népszavazással döntsön a hovatartozásról.
3. Nyugat-Thrákia sorsáról döntsön népszavazás.
4. Biztosítani kell Isztambul és a Márvány-tenger biztonságát. A Boszporuszon és a Dardanellákon áthaladó kereskedelem feltételeiről Törökország és az érintett országok együttesen döntenek.
5. A kisebbségi jogokat aszerint bírálják el, hogy a szomszédos országok muszlim kisebbségei milyen jogokat kapnak.
6. Az ország fejlődéséhez függetlenségre van szükség, mindenfajta politikai, jogi és pénzügyi megszorítást meg kell szüntetni.